# Бейер, Пол
Пол Бейер (англ. Paul Beier, род. 1954, Солт-Лейк-Сити, США) — американский аутентист, исполнитель на лютне, основатель и художественный руководитель Еnsemble Galatea.

## Биография
Пол Бейер родился в Солт-Лейк-Сити в 1954 году. В подростковом возрасте увлёкся гитарой, услышав исполнение сочинений для лютни И. С. Баха в переложении для гитары Джулиана Брима. В 1973 году во время обучения в ФРГ познакомился с практикой исполнения на исторических инструментах и принял решение сменить гитару на лютню. Изучал игру на лютне под руководством Дианы Поултон (англ. Diana Poulton) в Королевском колледже музыки в Лондоне, который окончил в 1977 году.
Пол Бейер выступал с сольными концертами в Европе, Северной и Южной Америке, Австралии. Был участником крупных музыкальных фестивалей. Исполняет музыку от эпохи Возрождения до высокого барокко.
В 1990-х годах Павел Бейер основал Ensemble Galatea (ансамбль специализируется на исполнении итальянской музыки XVII века, с ним выступали известные музыканты: скрипачка Моника Хаггет и вокалисты Майкл Чанс и Эмануэла Галли), является его художественным руководителем. Принимал участие в постановках барочных опер в Ла Скала и Оперном театре Санта-Фе. Выступает с ансамблями Aglaia, Aurora, La Cetra, Ensemble Concerto, Nova Ars Cantandi, Pacific Baroque, La Risonanza. Пол Бейер в сентябре 2015 года выступил в дуэте с Майклом Чансом на открытии XVIII Международного фестиваля Earlymusic в Санкт-Петербурге.
Стал первым музыкантом, исполнившим сочинения для лютни Микеланджело Галалея и привлекшим внимание к его творчеству. Записал в 1991 году его сочинения из Il primo libro d’intavolatura di liuto (Мюнхен, 1620).
С 1981 года проживает в Милане, преподаёт в Civica Scuola di Musica лютню, basso continuo и ренессансный ансамбль.
Пол Бейер является одним из основателей Итальянского общества лютнистов. Он — редактор Бюллетеня Общества лютнистов Америки и член редколлегии Журнала Общества лютнистов Америки.

## Награды
- 2013. Специальная премия музыкальных критиков за диск John Danyel. Like as the Lute Delights с Майклом Чансом[5].

## Избранная дискография

### Сольные записи
- 1990. Intavolatura di liuto. Libro Primo de Simone Molinaro. CD. Nuova Era 6923.
- 1991. Primo Libro d´Intavolatura di liuto de Michelagnolo Galilei. CD. Nuova Era 6869[6].
- 1992. Intavolatura di liuto. Libro Primo d'Alessandro Piccinini. CD. Nuova Era 7114.
- 1992. Il Cavaliere del Liuto de Laurencinus Romanus.
- 1994. Works for Lute d'Adam Falckenhagen & Silvius Leopold Weiss.
- 1996. Works for Lute, volume 1 de Johann Sebastian Bach.
- 1997. Intabolatura da Leuto de Francesco da Milano (1530).
- 1999. Works for Lute, volume 2 de Johann Sebastian Bach.
- 2001. Il Secondo Libro di intavolatura di liuto de Giovanni Antonio Terzi (1599).
- 2004. L´Esprit Italienne de Silvius Leopold Weiss.
- 2006. Quanta Beltà de Francesco da Milano & Perino Fiorentino.

### В составе Еnsemble Galatea
- 1994. Allegrezza del nuovo maggio de Biagio Marini (1597 - 1663).
- 1998. Diporti di Euterpe de Barbara Strozzi (1619 - c.1664).
- 1999. Curiose Invenzioni dall'Opera Ottava de Biagio Marini (1597 - 1663).
- 2001. Balli, Sonate & Canzoni de Giovanni Battista Buonamente (1595-1642).
- 2009. Con grazia e maniera da compositori diversi.